# Financiación de partidos políticos
Financiación de los partidos políticos se refiere al conjunto de métodos que los partidos políticos utilizan para recaudar fondos que les permitan hacer frente a sus gastos como organizaciones. En particular, tienen que financiar las campañas electorales. Este tema también se conoce como financiamiento político. En Estados Unidos, el término financiación de campañas (campaign finance en inglés) es el más utilizado.
Los fondos políticos pueden ser solicitados a través de recaudación de fondos como las cuotas de afiliación u otros aportes voluntarios de los individuos o como "fondos plutocráticos" de los ricos y la comunidad empresarial en forma de donaciones corporativas. Desde la década de 1960 una fuente adicional de ingresos políticos, subvenciones públicas, se está extendiendo entre las democracias.  A pesar de tal multitud de opciones, la recaudación de fondos a través de influencias o la corrupción política está todavía presente.

## Libros
- Heard, Alexander, The Costs of Democracy. Chapel Hill NC: University of North Carolina Press, 1960.
- Gunlicks, Arthur B., Campaign and party finance in North America and Western Europe. Boulder, CO: Westview Press, 1993.
- Alexander, Herbert E., and Shiratori, Rei (eds.), Comparative political finance among the democracies. Boulder, CO: Westview Press, 1994 ISBN 0-8133-8852-X.
- Austin, Reginald, and Maja Tjernström (eds.), Funding of political parties and election campaigns. Stockholm: International IDEA, 2003. (see http://www.idea.int/publications/funding_parties/upload/chapter_1.pdf)

## Artículos
- Heard, Alexander, 'Political Financing'. In: Sills, David L. (ed.): International Encyclopedia of the Social Sciences, vol. 12, New York: Free Press - Macmillan, 1968, pp. 235-241,
- Paltiel, Khayyam Z., 'Campaign Finance. Contrasting Practices and Reforms'. In: Butler, David et al. (eds.), Democracy at the polls. A Comparative Study of competitive national elections. Washington D. C.: AEI, 1981, pp. 138-172.
- Paltiel, Khayyam Z., 'Political Finance'. In: Bogdanor, Vernon (ed.), The Blackwell Encyclopedia of Political Institutions. Oxford, UK: Blackwell, 1987, pp. 454–456.
- Nassmacher, Karl-Heinz, 'Party Finance', in: Kurian, George T. et al. (eds.), The encyclopedia of political science, vol 4, Washington D. C.: CQ Press, 2011, pp. 1187-1189.
- Pinto-Duschinsky, Michael, 'Party Finance'. In: Badie, Bertrand et al. (eds.), International Encyclopedia of Political Science. London: Sage, 2011. http://sage-ereference.com/view/politicalscience/n414.xml